# 朱寰 (历史学家)

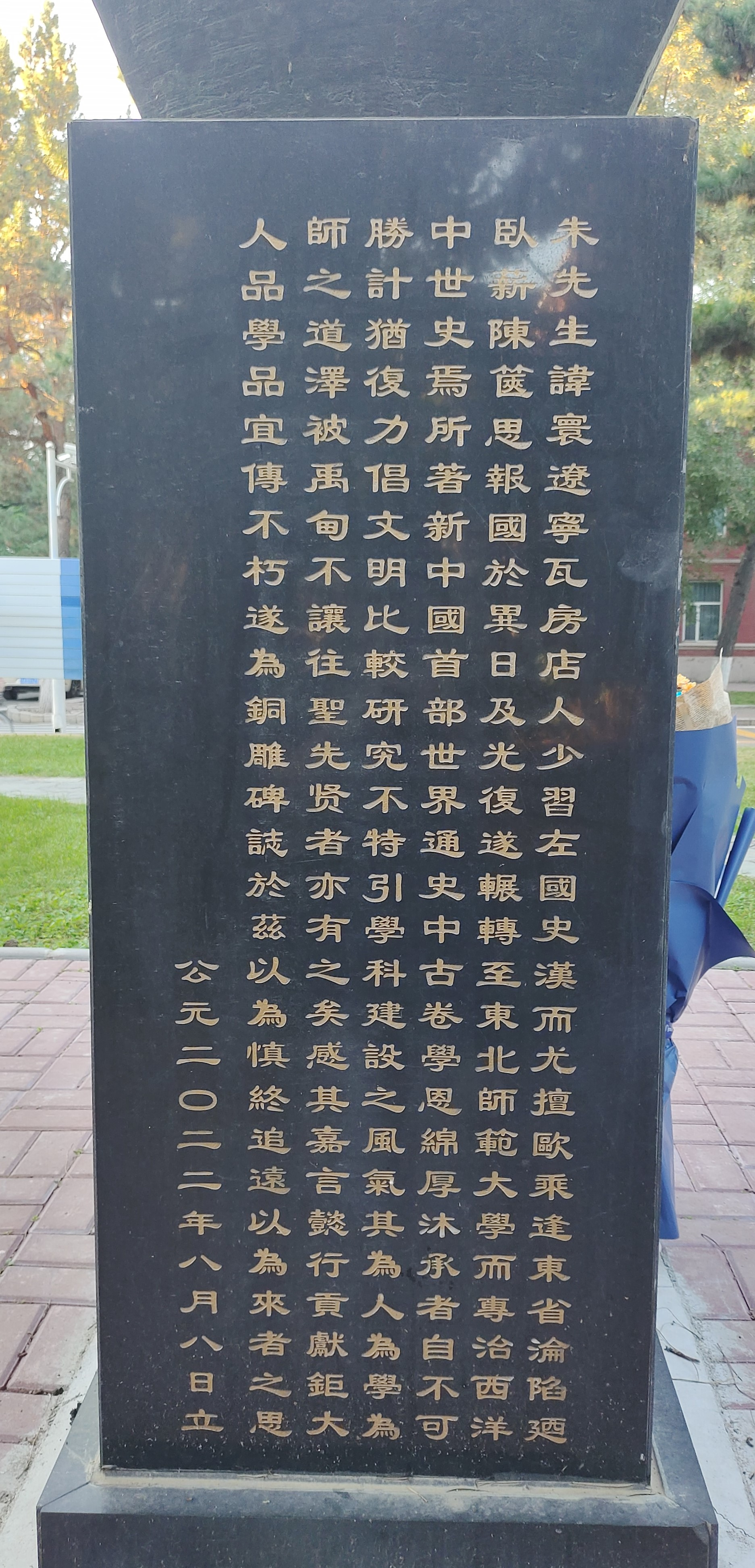
朱寰塑像碑陰所刻傳文

朱寰（1926年1月12日—2020年8月8日），原名敬文，笔名洪宇，辽宁瓦房店人，中国历史学家，东北师范大学荣誉教授。中国上古中古史研究会名誉理事长。

## 生平
1926年生于奉天省復縣（1985年改为瓦房店市）。祖籍山东文登。祖父是老私塾先生，叔父是复州城中心小学校长。
1941年考取沈阳重点中学奉天第二国高。1943年冬考取新京军官学校预科。1947年至1948年，在国立长春大学学习，期间参加新文化行动同盟。1948年撤至解放区，进入中国共产党所创建的东北大学学习（1950年易名为东北师范大学）。
1951年毕业后留校任教。长期从事世界中世纪史的研究与教学工作。1950年代主要参与翻译苏联《世界中世纪史》等教材。1962年，主编《世界通史-中古分册》，为中华人民共和国第一部世界中古史教材。1979年晋升教授，1986年被国务院学位委员会遴选为博士生导师。1990年至1993年，与马克垚教授共同主编第二部《世界史》（六卷本）教材。1996年出版《亚欧封建经济形态比较研究》。曾任东北师范大学历史系副主任、主任，世界古典文明史研究所所长。1995年至1998年，兼任国务院学位委员会第三届历史学科组成员。1997年创建东北师范大学世界中古史研究所，任首任所长。2001年任教育部人文社科重点研究基地东北师范大学世界文明史研究中心学术委员会主任。
2020年8月8日1时15分在长春逝世。

## 轶事
1952年4月27日，朱寰在经过长春市“大同公园”，发现牝狼雕像石座已是废墟一片。这是满洲国时期意大利法西斯政府作为国礼赠送给满洲国新京市的礼物。他从附近找出铜铸牝狼雕像，亲自把牝狼雕像护送到自由大路东北大学历史系办公楼。

## 荣誉
- 国务院政府特殊津贴（1992年）
- 曾宪梓教育基金二等奖（1993年）
- 吉林英才奖章（1993年）[9]
- 全国优秀教师荣誉称号（1995年）
- 东北师范大学历史文化学院首届“历史学终生成就奖”（2019年）[10]
- 吉林好人·最美教师（2020年）[11]